# Játszott Vejnemöjnen ujja
A Játszott Vejnemöjnen ujja a finn nemzeti eposz, a Kalevala 44. éneke (Vejnemöjnen muzsikál).
Feldolgozás:
| Szerző        | Mire                               | Mű                   | Előadás     |
| ------------- | ---------------------------------- | -------------------- | ----------- |
| Kodály Zoltán | egynemű kar és zongora vagy orgona | Vejnemöjnen muzsikál | [ 2 ] [ 3 ] |

## Kotta és dallam
| Játszott Vejnemöjnen ujja, harsogott a hárfa húrja, hegy, völgy rengett, szikla zengett, mind a szirtek mennydörögtek. 𝄆 Még a fák is vígadoztak, mezőn tuskók táncot roptak. 𝄇 | Légben szárnyon kik repülnek, Lábok ujjára leülnek, Hallgatni a szép muzsikát, A hárfának zengő szavát. Vízi hal, temérdek fajta Kitelepszik mind a partra. Föld alól a férgek, nyűvek Mind a rög fölébe gyűlnek. | Ott forognak, ott figyelnek, hogy az édes nótát hallják, Ős örömnek hárfahangját, Vejnemöjnen vigadalmát. |